# Cordeirinho-da-praia
Os Cordeirinhos-da-praia (Otanthus maritimus) são uma espécie botânica. Caracterizam-se por pequenos  arbustos tipicos das dunas existentes na praia. Podemos encontrá-las, por exemplo, nas dunas da paisagem protegida de Esposende.